# Wang Hao (lekkoatleta)
Wang Hao (chiń. 王浩; ur. 16 sierpnia 1989 w Mongolii Wewnętrznej) – chiński lekkoatleta, chodziarz.

## Osiągnięcia
- 4. miejsce podczas igrzysk olimpijskich (Chód na 20 km, Pekin 2008)
- złoty medal mistrzostw świata (Chód na 20 km, Berlin 2009)
- 1. miejsce na pucharze świata w chodzie (Chód na 20 km, Chihuahua 2010)
- złoty medal igrzysk azjatyckich (Chód na 20 km, Kanton 2010)

## Rekordy życiowe
- Chód na 10 km - 38:00 (2010)
- Chód na 20 km - 1:18:13 (2009)
- Chód na 50 km – 3:41:55 (2009)